# Samuel David Luzzatto
Samuel David Luzzatto (in ebraico שמואל דוד לוצאטו‎?), acronimo Shadal (שד"ל) (Trieste, 22 agosto 1800 – Padova, 29 settembre 1865), è stato un ebraista italiano, poeta, storico ed esegeta biblico, traduttore e bibliografo, uno dei fondatori della scienza del Giudaismo.

## Biografia
Nato in una famiglia di modeste condizioni economiche e di religione ebraica (il padre, di professione artigiano, era emigrato a Trieste da San Daniele del Friuli dopo la cacciata degli ebrei dai territori della Repubblica di Venezia nel 1777, la cosiddetta "Ricondotta"), Samuel Luzzatto manifestò precocemente abilità nelle lingue: a soli nove anni era già in grado di scrivere versi in lingua ebraica. In sintonia con la Haskalah ("Illuminismo ebraico"), che legava l'emancipazione alla riscoperta e alla modernizzazione della lingua ebraica, nel 1819 pubblicò a Vienna una breve raccolta di testi poetici (Kinnòr na'ìm). Lo stesso anno pubblicò il Formulario delle orazioni degl'israeliti secondo il rito italiano, traduzione dal tedesco di un testo di orazioni quotidiane, corredata di una prefazione in cui ribadiva che la lingua di culto degli ebrei doveva essere l'ebraico.
Nel 1829 divenne professore di storia, filosofia e letteratura ebraica al Collegio rabbinico di Padova e vi insegnò fino alla morte. Poiché i docenti erano obbligati alla realizzazione ex novo di testi di studio per gli studenti, Luzzatto dedicò gran parte della sua attività alla preparazione di nuovi testi per fornire i propri studenti degli strumenti necessari a un approccio razionale al suo insegnamento, specialmente quello riguardante la storia dell'ebraismo e la struttura delle lingue semitiche, in particolare della lingua ebraica. La sua intensa attività didattica fu tuttavia di grande valore. Luzzatto si mantenne in contatto con la maggior parte degli ebraisti in tutto il mondo, soprattutto attraverso lo scambio epistolare, fino a diventare il punto di riferimento mondiale nelle ricerche sul giudaismo, soprattutto per quelle svolte in ambito filologico e filosofico. Come Zecharia Frankel, Luzzatto riteneva che la fedeltà alla tradizione ortodossa dovesse essere unita a una rigorosa critica filologica dei testi della tradizione, sia scritta che orale.
Sul piano teoretico, Luzzatto si oppose sia alla filosofia maimonidea, che accusava di aver inquinato la tradizione ebraica con l'aristotelismo, sia al misticismo, che accusava di mettere a rischio la convivenza fra gli uomini per l'immagine negativa che si aveva in Occidente dei movimenti chassidici sorti nel XVIII secolo nell'Europa orientale. La polemica sul valore da assegnare alla tradizione mistica della Kabbalah, verso cui Luzzatto mostrava scarsa simpatia, suscitò a sua volta l'opposizione del più importante esponente della tradizione mistica ebraica in Italia, il livornese Elia Benamozegh, che nel 1863 dedicò a Luzzatto il pamphlet Ta(am le-Shad.

## Famiglia
Sposato in prime nozze con Bella Segrè, ebbe da lei Filosseno Luzzatto ed Isaia. Era zio di Felicita Rachele Cohen, madre di Umberto Saba.
Tra i suoi discendenti, figli della nipote Irene Luzzatto Coen La Guardia, vi sono la scrittrice Gemma La Guardia Gluck e Fiorello La Guardia, primo sindaco italoamericano di New York.

## Scritti

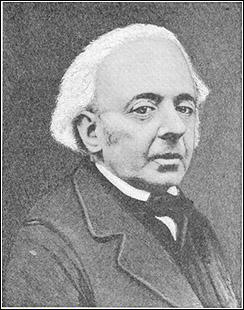
Samuel David Luzzatto (dalla Jewish Encyclopedia)

### In lingua italiana
- Il giudaismo illustrato nella sua teorica, nella sua storia e nella sua letteratura, per Samuel Davide Luzzatto, Padova, coi tipi di Antonio Bianchi
- Prolegomeni ad una grammatica ragionata della lingua ebraica, di Samuel David Luzzatto da Trieste, Padova, Tipografia e fonderia Cartallier, 1836
- Calendario ebraico per venti secoli esteso con nuovo metodo, da Samuel David Luzzatto da Trieste, Padova, coi tipi di A. Bianchi al Santo, 1849
- Elementologia ossia, Elementi della scrittura e leggi grammaticali comuni a tutte le parti del discorso, Samuel Davide Luzzatto, Padova, Coi tipi di A. Bianchi, 1853-1857
- «G. Bernardo De-Rossi». In: Camillo Ugoni, Della letteratura italiana nella seconda metà del secolo XVIII, opera postuma di Camillo Ugoni, Milano, Tip. di G. Bernardoni di Gio., 1856, Vol. III, pp. 109–209 (on-line)
- Grammatica della lingua ebraica, di Samuel Davide Luzzatto, Padova, Coi tipi di A. Bianchi, 1853-
- Discorsi morali agli studenti israeliti, di Samuel Davide Luzzatto, Padova, coi tipi di A. Bianchi, 1857
- Lezioni di Teologia dogmatica israelitica, di Samuel Davide Luzzatto triestino, Trieste, coi tipi di Colombo Coen, 1863
- Elementi grammaticali del caldeo biblico e del dialetto talmudico babilonese 7 Di Samuel Davide Luzzatto, Padova, A. Bianchi, 1865
- Introduzione critica ed ermeneutica al Pentateuco, del professor Samuel Davide Luzzatto: scritta nell'anno 1829 ad uso degli alunni dell'Istituto Convitto Rabbinico di Padova. Opera Postuma, Padova: Tip. F. Sacchetto, 1870
- Autobiografia di S.D. Luzzatto preceduta da alcune notizie storico-letterarie sulla famiglia Luzzato a datare dal secolo decimosesto, Padova, tip. Crescini, 1878
- Torah Nidrescet: studi critici sulla veracità della divina legge, preceduti da filosofici ragionamenti ed indagini sulla logica: opera postuma, di S. D. Luzzatto; versione dall'ebraico di Moise Coen Porto, Padova, Tip. F. Sacchetto, 1878
- Il falso progresso: capitoli tre, di Samuel David Luzzatto al suo secolo; volgarizzati per la prima volta dall'ebraico dal cav.prof. Esdra Pontremoli con introduzione del traduttore, Padova, tip. Crescini, 1879
- Autobiografia di S. D. Luzzatto preceduta da alcune notizie storico-letterarie sulla famiglia Luzzatto a datare dal secolo decimosesto e susseguita da varie appendici fra cui la tavola genealogica dei Luzzatto di S. Daniele, Padova: tip. Crescini, 1882
- Epistolario italiano, francese, latino, di Samuel David Luzzatto da Trieste; pubblicato da suoi figli, Padova, Tip. dei F.lli Salmin, 1890
- Discorsi storico-religiosi agli studenti israeliti, [di! S.D. Luzzatto, Parma, Unione tipografica parmense, 1912
- Sulla circoncisione, di S. D. Luzzatto, Modena, Tip. A. Cappelli, 1924

### In lingua ebraica

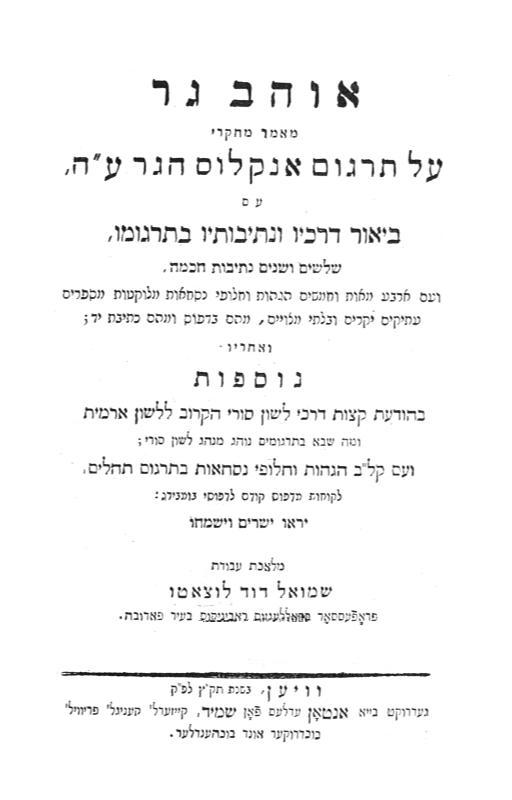
Frontespizio dell'"Ohev Ger", Vienna, 1830

- Kinnor Na'im, antologia poetica. Vol. I, Vienna, 1819; vol. II, Padova, 1879.
- Ḳinah, elegia in morte di Abraham Eliezer ha-Levi. Trieste, 1826.
- Oheb Ger, guida alla comprensione del Targum di Onḳelos, con note e varianti, una breve grammatica siriaca e note e varianti dei Salmi. Vienna, 1830.
- Hafla'ah sheba-'Arakin di Isaiah Berlin, a cura di Luzzatto, con note e commenti. Parte I, Breslau, 1830; parte II, Vienna, 1859.
- Seder Tannaïm wa-Amoraïm, revisione, note e varianti. Praga, 1839.
- Betulat Bat Yehudah, estratti dal diwan di Yehuda Ha-Levi; introduzione, note e commenti di Luzzatto. Prague, 1840.
- Abne Zikkaron, sessantasei epitaffi dal cimitero di Toledo, seguito da un commento sull'edizione del libro di Michea di Jacob Pardo. Praga, 1841.
- Bet ha-Oẓar, antologia di saggi sulla lingua ebraica, note di esegesi e archeologia, antologia di poeti antichi. Vol. I, Leopoli, 1847; vol. II, Przemysl, 1888; vol. III, Cracovia, 1889.
- Ha-Mishtaddel, scholia al Pentateuco. Vienna, 1849.
- Wikkuaḥ 'al ha-Ḳabbalah, dialoghi sulla Cabala e sull'antichità della punteggiatura. Göritz, 1852.
- Sefer Yesha'yah, Libro di Isaia, con traduzione in lingua italiana e commento in lingua ebraica. Padova: Bianchi, 1855-67.
- Mebo, introduzione storica e critica al Maḥzor. Livorno, 1856.
- Diwan, ottantase poesie religiose di Judah ha-Levi corrette, vocalizzate, e curate da Luzzatto, con commenti e introduzione. Lyck, 1864.
- Yad Yosef, catalogo della Biblioteca di Giuseppe Almanzi. Padova, 1864.
- Ma'amar bi-Yesode ha-Diḳduḳ, un trattato sulla grammatica ebraica. Vienna, 1865.
- Ḥereb ha-Mithappeket, un poema di Abraham Bedersi, pubblicato per la prima volta con prefazione e commento di Luzzatto all'inizio del "Ḥotam Toknit." Amsterdam, 1865.
- Commento al Pentateuco. Padova, 1871.
- Perushe Shadal, commento a Geremia, Ezechiele, Proverbi. Leopoli, 1876.
- Naḥalat Shadal, in due parti, Berlino, 1878-79.
- Yesode ha-Torah, un trattato sui dogmi ebraici. Przemysl, 1880.
- Ṭal Orot, una raccolta di ottantuno piyyuṭim inediti. Przemysl, 1881.
- Iggerot Shadal, 301 lettere pubblicate da Isaiah Luzzatto con prefazione di David Kaufmann. Przemysl, 1882.

### In altre lingue
- Dialogues sur la kabbale et le Zohar et sur l'antiquité de la ponctuation et de l'accentuation dans la langue hébraique, par S. D. Luzzatto de Trieste, ouvrage dédié a M.r G.I. Ascoli de Gorice, Gorice, I. B. Seitz, 1852
- Israelitische moral-theologie: vorlesungen, von Samuel David Luzzatto; aus dem italienischen ubersetzt von L. E. Igel, Breslau, Schletter'sche Buchhandlung, 1870
- Grammatik der biblisch-chaldaischen Sprache und des Idioms des Thalmud Babli, ein Grundriss von Samuel David Luzzatto; aus dem Italienischen mit Anmerkungen hrsg von Marcus Salomon Kruger, Breslau, Schletter, 1873

### Traduzioni in lingua italiana

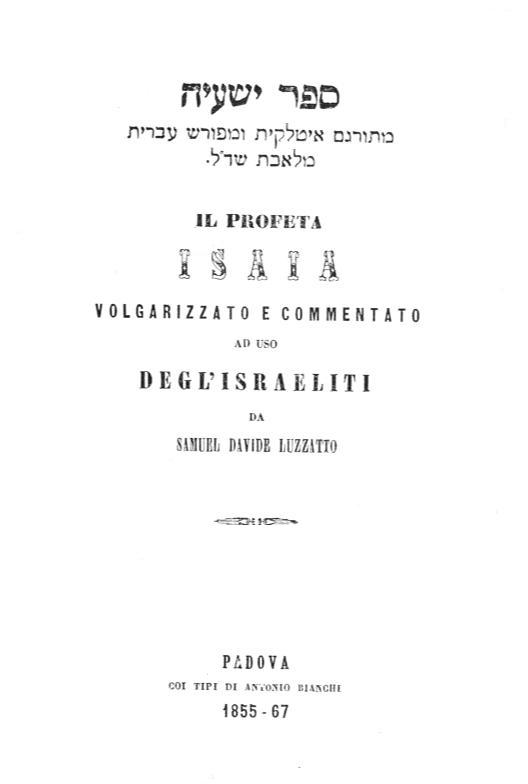
Il profeta Isaia", frontespizio (Padova: Bianchi, 1855)

- Il Pentateuco, volgarizzato e commentato da Samuel Davide Luzzatto; con introduzione critica ed ermeneutica; opera postuma, Padova, Tip. F. Sacchetto
- La sacra Bibbia, volgarizzata da Samuele Davide Luzzatto e continuatori, In Rovigo, Reale stab. del cav. Minelli
- Formulario delle orazioni degl'israeliti secondo il rito italiano, Traduzione di Samuel David Luzzatto, Riveduta ed approvata dall'eccellentissimo signore il signor Abram Cologn, Vienna, appresso Antonio nobile de Schmid, stampatore caesareo-regio privilegiato, 1819
- Orazioni degl'israeliti di rito italiano, traduzione di Samuel David Luzzatto, Livorno, per Salmoni, Gentiluomo e Clava, 1837
- Il Libro di Giobbe, volgarizzato ad uso degli israeliti da Samuel David Luzzatto, Trieste, F. Marenigh, 1853
- Il profeta Isaia, volgarizzato e commentato ad uso degl'Israeliti, da Samuel Davide Luzzatto, Padova, coi tipi di Antonio Bianchi, 1855
- Genesi, volgarizzato e commentato da Samuel Davide Luzzatto, Padova, Tip. F. Sacchetto, 1871
- Esodo, volgarizzato e commentato da Samuel Davide Luzzatto, Padova, Tip. F. Sacchetto, 1872
- I salmi, tradotti parte da S. D. Luzzatto e parte da M. Mortara, Rovigo, Minelli, 1873
- Levitico, volgarizzato e commentato da Samuel Davide Luzzatto, Padova, Tip. F. Sacchetto, 1874
- Numeri, volgarizzato e commentato da Samuel Davide Luzzatto, Padova, Tip. F. Sacchetto, 1875
- Deuteronomio , volgarizzato e commentato da Samuel Davide Luzzatto, Padova, Tip. F. Sacchetto, 1876
- Il Pentateuco: Colle Haftarot, volgarizzato ad uso degli israeliti da Samuel Davide Luzzatto, Trieste, Riva, 1890